# Pachysticus crassipes
Pachysticus crassipes is een keversoort uit de familie boktorren (Cerambycidae). De wetenschappelijke naam van de soort is voor het eerst geldig gepubliceerd in 1889 door Léon Marc Herminie Fairmaire.